# Constantan
Constantan là hợp kim của đồng và niken hay được gọi là Ferry, Advance hoặc Eureka. Nó thường bao gồm 55% đồng và 45% nikel. Tính năng của nó là có điện trở suất luôn luôn ổn định cả khi nhiệt độ thay đổi. Các hợp kim khác có hệ số nhiệt độ thấp tương tự được biết đến, chẳng hạn như manganin (Cu86Mn12Ni2).

## Lịch sử
Vào năm 1887, Edward Weston phát hiện ra rằng kim loại có thể có hệ số kháng nhiệt độ âm, phát minh ra cái mà ông gọi là "Hợp kim số 2". Nó được sản xuất tại Đức, nơi nó được đổi tên thành Konstantan.